# Pierre-Nicolas Hébert
Pierre-Nicolas Hébert, écuyer, est un historien français né le 24 juin 1691 à Coulommiers et décédé le 30 avril 1766 à Coulommiers.

## Biographie
Pierre-Nicolas Hébert naît de Pierre Nicolas Hébert (1659-1690) et de Madeleine Margoullier. Il est le parent d'Antoine-Alexandre Barbier et de Marie Denis Larabit.
Après avoir suivi d'excellentes études, Pierre-Nicolas Hébert est reçu avocat au Parlement de Paris le 19 avril 1712.
Il obtient une charge d'écuyer valet de garde-robe du roi Louis XV le 21 juillet 1718, charge qu'il occupe jusqu'au 25 juin 1760, année de son admission comme vétéran pensionnaire du roi. Il était vétéran et prévôt, trompette de la chambre et écurie du roi.
Intéressé par les lettres, il "rapportait en revenant de son quartier toutes les chansons les plus nouvelles". 
Il se consacre à des travaux historiques, et en particulier sur l'histoire de la ville de Coulommiers, dont il est considéré comme le premier historien. Il réalise ainsi notamment avec minutie une copie d'une grande quantité d'actes relatifs à sa ville natale et en constitue un recueil.

Portrait de son épouse, Anne-Françoise Saulsoy.

En 1722, il épouse Anne-Françoise Saulsoy, fille de Jean Saulsoy (1654-1720), avocat au parlement, conseiller du roi, président prévôt et juge de la ville de Provins, et de Jeanne-Madeleine de Beaufort (sœur du fermier général Claude-Pierre de Beaufort). Il est le père de Pierre-Denis Hébert (1723-1788), receveur général des fermes du roi et trésorier des guerres dans la province de Bourgogne, ami et correspondant de Buffon, et le beau-père de Jean Huvier du Mée.
Il était notamment propriétaire du fief des Loges, à Jouarre.

## Ouvrages
- Histoire abrégée des connestables de France
- Mémoire sur la ville et château de Coulommiers
- Mémoire sur Coulommiers
- Recueil de titres relatifs à la ville de Coulommiers
- Biographies des prévôts, baillis, notaires et maires de Coulommiers [1428-fin XVIIIe s]
- Suite des seigneurs et dames de Coulommiers [XIIe-fin XVIIIe s]

## Sources
- "Bulletin du Comité de la langue, de l'histoire et des arts de la France, Volume 2", 1856.
- "Annales de la Société historique & archéologique du Gâtinais, Volume 21", 1903.
- Fonds Huvier (1586-1921) - Archives Seine-et-Marne